# Luca Manolache
Luca Manolache (Târgoviște, Rumania, 17 de mayo de 2005-Bucarest, 28 de febrero de 2025) fue un futbolista rumano que jugó en la posición de centrocampista.

## Trayectoria
En 2019, Manolache comenzó su carrera juvenil en el Kinder Târgoviște, donde permaneció hasta 2020. Posteriormente, se unió a la Academia Prosport, continuando su desarrollo hasta 2022. Su actuación le llevó a firmar con el Fotbal Club FCSB en 2022, uno de los clubes más destacados del país. Durante su estancia en el FCSB, disputó un partido con el primer equipo en la Liga I. Lo disputó contra el CFR Cluj el 22 de mayo de 2022 tras sustituir a Octavian Popescu, consiguiendo una victoria por 3-1. Al finalizar la temporada se proclamó subcampeón de la Liga I 2022-23.
Para ganar experiencia y minutos de juego, Manolache fue cedido al Chindia Târgoviște durante la temporada 2023-24, donde acumuló siete apariciones en la Liga II y dos en la Copa de Rumania. En la temporada 2024-25, fue cedido al Metaloglobus București, también en la Liga II, participando en 13 encuentros y anotando un gol.
A nivel internacional, Manolache representó a la selección de fútbol de Rumania en diversas categorías juveniles, desde la selección de fútbol sub-15 de Rumania hasta la sub-19, pasando por la sub-16, sub-17 y sub-18; sumando un total de 15 partidos oficiales.
En agosto de 2024, durante un partido con el Metaloglobus, experimentó síntomas como fatiga extrema y problemas de visión, lo que llevó a su retirada del campo y a una serie de evaluaciones médicas, provocando su retirada momentánea de los terrenos de juego. A pesar de las múltiples pruebas, no se logró un diagnóstico claro de su condición. El 28 de febrero de 2025 sufrió un colapso y falleció a los 19 años. La autopsia reveló que la causa de su muerte fue un ahogamiento en su propio ácido estomacal provocado por una grave infección pulmonar que además derivó en una ruptura de la aorta y una hemorragia interna.

## Estadísticas

### Clubes
Actualizado al último partido disputado el 24 de agosto de 2024.
| Club                                                                                          | Div.          | Temporada     | Liga  | Liga  | Liga   | Copas nacionales(1) | Copas nacionales(1) | Copas nacionales(1) | Copas internacionales(2) | Copas internacionales(2) | Copas internacionales(2) | Total | Total | Total  |
| Club                                                                                          | Div.          | Temporada     | Part. | Goles | Asist. | Part.               | Goles               | Asist.              | Part.                    | Goles                    | Asist.                   | Part. | Goles | Asist. |
| --------------------------------------------------------------------------------------------- | ------------- | ------------- | ----- | ----- | ------ | ------------------- | ------------------- | ------------------- | ------------------------ | ------------------------ | ------------------------ | ----- | ----- | ------ |
| FCSB · Rumania                                                                                | 1.ª           | 2021-22       | 1     | 0     | 0      | 0                   | 0                   | 0                   | 0                        | 0                        | 0                        | 1     | 0     | 0      |
| FCSB · Rumania                                                                                | Total club    | Total club    | 1     | 0     | 0      | 0                   | 0                   | 0                   | 0                        | 0                        | 0                        | 1     | 0     | 0      |
| AFC Chindia Targoviste · Rumania                                                              | 2.ª           | 2023-2024     | 7     | 0     | 0      | 2                   | 0                   | 0                   | —                        | —                        | —                        | 9     | 0     | 0      |
| AFC Chindia Targoviste · Rumania                                                              | Total club    | Total club    | 7     | 0     | 0      | 2                   | 0                   | 0                   | 0                        | 0                        | 0                        | 9     | 0     | 0      |
| FC Metaloglobus Bucuresti · Rumania                                                           | 2.ª           | 2023-24       | 10    | 1     | 0      | 0                   | 0                   | 0                   | —                        | —                        | —                        | 10    | 1     | 0      |
| FC Metaloglobus Bucuresti · Rumania                                                           | 2.ª           | 2024-25       | 3     | 0     | 0      | 0                   | 0                   | 0                   | —                        | —                        | —                        | 3     | 0     | 0      |
| FC Metaloglobus Bucuresti · Rumania                                                           | Total club    | Total club    | 13    | 1     | 0      | 0                   | 0                   | 0                   | 0                        | 0                        | 0                        | 13    | 1     | 0      |
| Total carrera                                                                                 | Total carrera | Total carrera | 21    | 1     | 0      | 2                   | 0                   | 0                   | 0                        | 0                        | 0                        | 23    | 1     | 0      |
| (1) Incluye datos de la Copa de Rumania. (2) Incluye datos de la Liga Conferencia de la UEFA. |               |               |       |       |        |                     |                     |                     |                          |                          |                          |       |       |        |

### Selección nacional
| Club           | País    | Año       | Partidos | Goles |
| -------------- | ------- | --------- | -------- | ----- |
| Rumania sub-15 | Rumania | 2020      | 0        | 0     |
| Rumania sub-16 | Rumania | 2020-2021 | 7        | 0     |
| Rumania sub-17 | Rumania | 2022      | 2        | 0     |
| Rumania sub-18 | Rumania | 2022-2023 | 4        | 0     |
| Rumania sub-19 | Rumania | 2023      | 2        | 0     |